# 卷積深度信念網絡
在計算機科學中，卷積深度信念網絡（英語：convolutional deep belief network；CDBN）是一種深度人工神經網絡，由多層卷積受限玻爾茲曼機堆疊在一起組成。它是一種用於深度學習的分層生成模型，在圖像處理和物件識別方面非常有效，另外也被用於其他領域。該模型的顯著特徵包括它可以很好地縮放到高維圖像並且是平移不變的。卷積深度信念網絡使用概率最大池化技術來減少網絡中較高層的維度。網絡的訓練涉及以貪婪的分層方式完成的預訓練階段，類似於其他深度信念網絡。根據網絡是用於識別任務還是生成任務，然後對其進行「微調」或分別使用反向傳播或上下算法（對比發散）進行訓練。